# カトウェ火口群

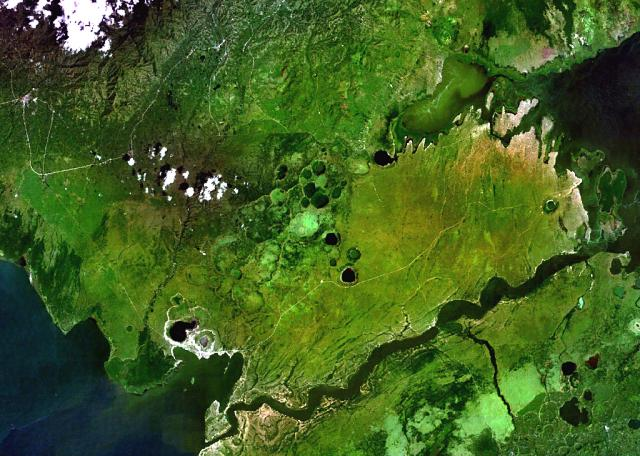
カトウェ＝キコロンゴ火山地帯のアメリカ航空宇宙局衛星画像

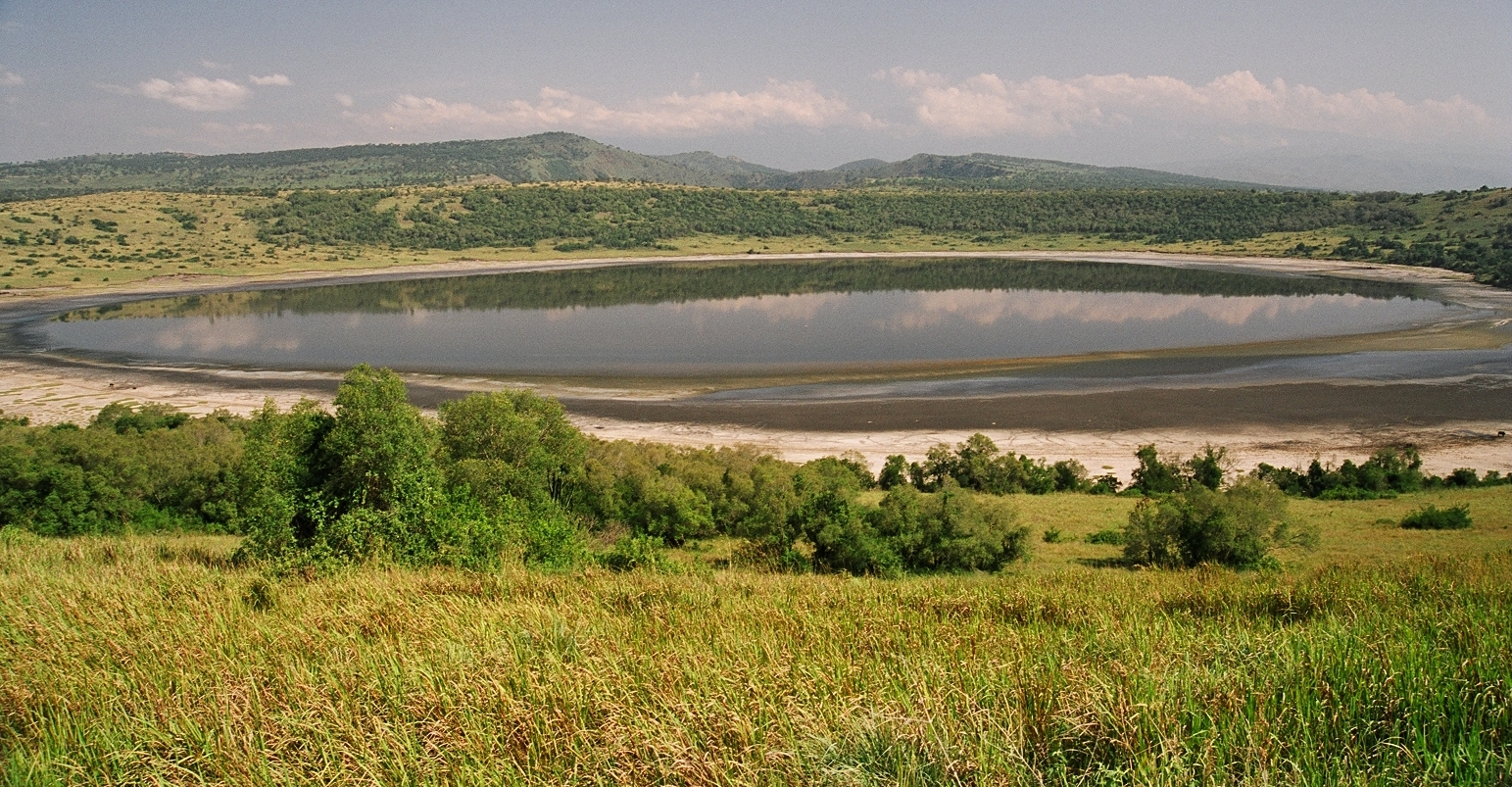
クイーン・エリザベス国立公園の火口湖

カトウェ火口群（英: Katwe craters）、またはカトウェ＝キコロンゴ爆発火口群（英: Katwe-Kikorongo explosion craters）は、ウガンダの西部地域に位置するクイーン・エリザベス国立公園内に存在するマールの火口群である。
火口群のある火山地帯は78個以上の火口と約330km²の広さを持ち、個々の火口の面積は大きく異なるが、最大のものでは直径3km、深さ100mに及ぶ。これらの珍しい地形は、過去100万年の間に亘る一連の激しい火山爆発によって個々に形成された。但し、火口の成因は主に水蒸気爆発のような過熱されたガスや蒸気に起因しているため、火山活動によるものにもかかわらず、3つの小さな火口を除き溶岩流は伴わずに形成されている。
現在、火口の多くはフラミンゴの群れが訪れる塩水湖または緑豊かな森や草原となっている。また、火口群の塩水湖では古くから製塩が行われており、現在でも公園内の一部の塩水湖に存在する製塩所を訪れることができる。